# Temporada 2015 del Campeonato del Mundo de Moto3
La temporada 2015 del campeonato del mundo de Moto3 fue parte de la 67.ª edición del Campeonato del Mundo de Motociclismo.

## Calendario
El calendario está formado por un total de 18 carreras, disputadas en 13 países distintos. Lista publicada por la Federación Internacional de Motociclismo.
| Ronda | Fecha            | Gran Premio                                         | Circuito                                              |
| ----- | ---------------- | --------------------------------------------------- | ----------------------------------------------------- |
| 1     | 29 de marzo      | Commercial Bank Grand Prix of Qatar                 | Circuito Internacional de Losail, Doha                |
| 2     | 12 de abril      | Red Bull Grand Prix of the Americas                 | Circuito de las Américas, Austin                      |
| 3     | 19 de abril      | Gran Premio Red Bull de la República Argentina      | Autódromo Termas de Río Hondo, Santiago del Estero    |
| 4     | 3 de mayo        | Gran Premio bwin de España                          | Circuito de Jerez, Jerez de la Frontera               |
| 5     | 17 de mayo       | Grand Prix de France                                | Le Mans Bugatti, Maine                                |
| 6     | 31 de mayo       | Gran Premio d'Italia                                | Circuito de Mugello, Mugello                          |
| 7     | 14 de junio      | Gran Premi de Catalunya                             | Circuito de Barcelona-Cataluña, Montmeló              |
| 8     | 27 de junio      | TT Assen                                            | Circuito de Assen, Assen                              |
| 9     | 12 de julio      | Motorrad Grand Prix Deutschland                     | Sachsenring, Hohenstein-Ernstthal                     |
| 10    | 9 de agosto      | Indianapolis Grand Prix                             | Indianapolis Motor Speedway, Indianapolis             |
| 11    | 16 de agosto     | Grand Prix České republiky                          | Autódromo de Brno, Brno                               |
| 12    | 30 de agosto     | British Grand Prix                                  | Circuito de Silverstone, Silverstone                  |
| 13    | 13 de septiembre | Gran Premio di San Marino e della Riviera di Rimini | Circuito de Misano Marco Simoncelli, Misano Adriatico |
| 14    | 27 de septiembre | Gran Premio de Aragón                               | Motorland Aragón, Alcañiz                             |
| 15    | 11 de octubre    | Grand Prix of Japan                                 | Twin Ring Motegi, Motegi                              |
| 16    | 18 de octubre    | Australian Grand Prix                               | Circuito de Phillip Island, Phillip Island            |
| 17    | 25 de octubre    | Malaysian Motorcycle Grand Prix                     | Circuito Internacional de Sepang, Selangor            |
| 18    | 8 de noviembre   | Gran Premio de la Comunitat Valenciana              | Circuito Ricardo Tormo, Valencia                      |

### Cambios en el calendario
En septiembre de 2014 se anunciaba que el Gran Premio de Gran Bretaña de Motociclismo volvería a Donington Park por primera vez desde 2009, antes de trasladarse al nuevo Circuito de Gales en 2016. Finalmente, en febrero de 2015, se informaba que, debido a retrasos en los pagos, Donington Park caía del calendario . Ese mismo día se hizo oficial que el circuito de Silverstone volvería a ser el encargado de albergar el Gran Premio de Gran Bretaña durante las temporadas 2015 y 2016.

## Equipos y pilotos
La Federación Internacional de Motociclismo hizo pública una primera lista provisional el 23 de octubre de 2014 donde se anunciaba el nombre los pilotos y equipos que conformaría la parrilla de MotoGP para la temporada 2015. Una lista de entrada actualizada estuvo liberada el 2 de febrero de 2015.
| Equipo                     | Constructor | Moto              | N.º | Piloto                 | Rondas          |
| -------------------------- | ----------- | ----------------- | --- | ---------------------- | --------------- |
| CIP                        | Mahindra    | Mahindra MGP3O    | 2   | Remy Gardner           | 1-18            |
| CIP                        | Mahindra    | Mahindra MGP3O    | 24  | Tatsuki Suzuki         | 1-18            |
| Gresini Racing Team Moto3  | Honda       | Honda NSF250RW    | 4   | Fabio Di Giannantonio  | 18              |
| Gresini Racing Team Moto3  | Honda       | Honda NSF250RW    | 33  | Enea Bastianini        | 1-18            |
| Gresini Racing Team Moto3  | Honda       | Honda NSF250RW    | 55  | Andrea Locatelli       | 1–17            |
| Sky Racing Team VR46       | KTM         | KTM RC250GP       | 5   | Romano Fenati          | 1-18            |
| Sky Racing Team VR46       | KTM         | KTM RC250GP       | 8   | Nicolò Bulega          | 18              |
| Sky Racing Team VR46       | KTM         | KTM RC250GP       | 16  | Andrea Migno           | 1-18            |
| Husqvarna Factory Laglisse | Husqvarna   | Husqvarna FR250GP | 6   | María Herrera          | 1-18            |
| Husqvarna Factory Laglisse | Husqvarna   | Husqvarna FR250GP | 32  | Isaac Viñales          | 1–9             |
| Husqvarna Factory Laglisse | Husqvarna   | Husqvarna FR250GP | 37  | Davide Pizzoli         | 14              |
| Husqvarna Factory Laglisse | Husqvarna   | Husqvarna FR250GP | 48  | Lorenzo Dalla Porta    | 10–18           |
| Leopard Racing             | Honda       | Honda NSF250RW    | 7   | Efrén Vázquez          | 1-18            |
| Leopard Racing             | Honda       | Honda NSF250RW    | 36  | Joan Mir               | 16              |
| Leopard Racing             | Honda       | Honda NSF250RW    | 52  | Danny Kent             | 1-18            |
| Leopard Racing             | Honda       | Honda NSF250RW    | 76  | Hiroki Ono             | 1–15, 17–18     |
| Estrella Galicia 0,0       | Honda       | Honda NSF250RW    | 09  | Jorge Navarro          | 1-18            |
| Estrella Galicia 0,0       | Honda       | Honda NSF250RW    | 20  | Fabio Quartararo       | 1–13, 15–16, 18 |
| Estrella Galicia 0,0       | Honda       | Honda NSF250RW    | 81  | Sena Yamada            | 14              |
| SaxoPrint–RTG              | Honda       | Honda NSF250RW    | 10  | Alexis Masbou          | 1-18            |
| SaxoPrint–RTG              | Honda       | Honda NSF250RW    | 17  | John McPhee            | 1-18            |
| SaxoPrint–RTG              | FTR Honda   | TBA               | 97  | Maximilian Kappler     | 9, 11           |
| RW Racing GP               | Honda       | Honda NSF250RW    | 11  | Livio Loi              | 1-18            |
| San Carlo Team Italia      | Mahindra    | Mahindra MGP3O    | 12  | Matteo Ferrari         | 1–13            |
| San Carlo Team Italia      | Mahindra    | Mahindra MGP3O    | 29  | Stefano Manzi          | 2–18            |
| San Carlo Team Italia      | Mahindra    | Mahindra MGP3O    | 53  | Marco Bezzecchi        | 1               |
| San Carlo Team Italia      | Mahindra    | Mahindra MGP3O    | 96  | Manuel Pagliani        | 14–18           |
| Suus Honda                 | FTR         | TBA               | 14  | Matt Barton            | 16              |
| Outox Reset Drink Team     | Mahindra    | Mahindra MGP3O    | 19  | Alessandro Tonucci     | 1-18            |
| Outox Reset Drink Team     | Mahindra    | Mahindra MGP3O    | 40  | Darryn Binder          | 1-18            |
| Mapfre Team Mahindra       | Mahindra    | Mahindra MGP3O    | 21  | Francesco Bagnaia      | 1-18            |
| Mapfre Team Mahindra       | Mahindra    | Mahindra MGP3O    | 58  | Juan Francisco Guevara | 1-18            |
| Mapfre Team Mahindra       | Mahindra    | Mahindra MGP3O    | 88  | Jorge Martín           | 1-18            |
| RBA Racing Team            | KTM         | KTM RC250GP       | 22  | Ana Carrasco           | 2–9, 12–18      |
| RBA Racing Team            | KTM         | KTM RC250GP       | 31  | Niklas Ajo             | 1–11            |
| RBA Racing Team            | KTM         | KTM RC250GP       | 32  | Isaac Viñales          | 10–18           |
| RBA Racing Team            | KTM         | KTM RC250GP       | 61  | Loris Cresson          | 1               |
| RBA Racing Team            | KTM         | KTM RC250GP       | 91  | Gabriel Rodrigo        | 1-18            |
| Ongetta–Rivacold           | Honda       | Honda NSF250RW    | 23  | Niccolò Antonelli      | 1-18            |
| Ongetta–Rivacold           | Honda       | Honda NSF250RW    | 95  | Jules Danilo           | 1-18            |
| FPW Racing                 | Kalex KTM   | TBA               | 25  | Jorel Boerboom         | 8               |
| FPW Racing                 | Kalex KTM   | TBA               | 26  | Luke Hedger            | 12              |
| Musahi RT Harc-Pro         | Honda       | Honda NSF250R     | 27  | Keisuke Kurihara       | 15              |
| Musahi RT Harc-Pro         | Honda       | Honda NSF250R     | 34  | Ryo Mizuno             | 15              |
| Olly Simpson Racing        | KTM         | KTM RC250GP       | 35  | Olly Simpson           | 16              |
| Red Bull KTM Ajo           | KTM         | KTM RC250GP       | 41  | Brad Binder            | 1-18            |
| Red Bull KTM Ajo           | KTM         | KTM RC250GP       | 44  | Miguel Oliveira        | 1-18            |
| Red Bull KTM Ajo           | KTM         | KTM RC250GP       | 98  | Karel Hanika           | 1-18            |
| Freudenberg Racing Team    | KTM         | KTM RC250GP       | 45  | Jonas Geitner          | 9               |
| DRIVE M7 SIC               | KTM         | KTM RC250GP       | 63  | Zulfahmi Khairuddin    | 1-18            |
| DRIVE M7 SIC               | KTM         | KTM RC250GP       | 84  | Jakub Kornfeil         | 1-18            |
| Schedl GP Racing           | KTM         | KTM RC250GP       | 65  | Philipp Öttl           | 1-18            |
| RS Racing                  | KTM         | KTM RC250GP       | 66  | Taz Taylor             | 12              |
| Minimoto Portmaggiore      | Mahindra    | Mahindra MGP3O    | 72  | Marco Bezzecchi        | 6               |
| Pos Corse                  | FTR Honda   | TBA               | 73  | Anthony Groppi         | 6               |
| Team Hanusch               | Honda       | Honda NSF250R     | 86  | Kevin Hanus            | 8, 11           |
| Honda Team Asia            | Honda       | Honda NSF250R     | 89  | Khairul Idham Pawi     | 14              |
| Turvital di Vitali Ordeo   | TVR         | TBA               | 90  | Adrián Gyutai          | 13              |

| Leyenda             | Leyenda |
| ------------------- | ------- |
| Piloto titular      |         |
| Piloto invitado     |         |
| Piloto de reemplazo |         |

## Resultados y clasificación

### Grandes Premios
| Ronda | Gran Premio                                             | Pole position     | Vuelta Rápida     | Piloto ganador    | Constructor ganador |
| ----- | ------------------------------------------------------- | ----------------- | ----------------- | ----------------- | ------------------- |
| 1     | Commercial Bank Grand Prix of Qatar                     | Alexis Masbou     | Enea Bastianini   | Alexis Masbou     | Honda               |
| 2     | Red Bull Grand Prix of the Americas                     | Danny Kent        | Miguel Oliveira   | Danny Kent        | Honda               |
| 3     | Gran Premio Red Bull de la República Argentina          | Miguel Oliveira   | Miguel Oliveira   | Danny Kent        | Honda               |
| 4     | Gran Premio bwin de España                              | Fabio Quartararo  | Brad Binder       | Danny Kent        | Honda               |
| 5     | Monster Energy Grand Prix de France                     | Fabio Quartararo  | Enea Bastianini   | Romano Fenati     | KTM                 |
| 6     | Gran Premio d'Italia TIM                                | Danny Kent        | Brad Binder       | Miguel Oliveira   | KTM                 |
| 7     | Gran Premi Monster Energy de Catalunya                  | Enea Bastianini   | Efrén Vázquez     | Danny Kent        | Honda               |
| 8     | Motul TT Assen                                          | Enea Bastianini   | Jorge Navarro     | Miguel Oliveira   | KTM                 |
| 9     | GoPro Motorrad Grand Prix Deutschland                   | Danny Kent        | Danny Kent        | Danny Kent        | Honda               |
| 10    | Red Bull Indianapolis Grand Prix                        | Danny Kent        | Danny Kent        | Livio Loi         | Honda               |
| 11    | bwin Grand Prix České republiky                         | Niccolò Antonelli | Miguel Oliveira   | Niccolò Antonelli | Honda               |
| 12    | Octo British Grand Prix                                 | Jorge Navarro     | Danny Kent        | Danny Kent        | Honda               |
| 13    | Gran Premio TIM di San Marino e della Riviera di Rimini | Enea Bastianini   | Niccolò Antonelli | Enea Bastianini   | Honda               |
| 14    | Gran Premio Movistar de Aragón                          | Enea Bastianini   | Niccolò Antonelli | Miguel Oliveira   | KTM                 |
| 15    | Grand Prix of Japan                                     | Romano Fenati     | Isaac Viñales     | Niccolò Antonelli | Honda               |
| 16    | Australian Grand Prix                                   | Danny Kent        | Francesco Bagnaia | Miguel Oliveira   | KTM                 |
| 17    | Malaysian Motorcycle Grand Prix                         | Niccolò Antonelli | Brad Binder       | Miguel Oliveira   | KTM                 |
| 18    | Gran Premio de la Comunitat Valenciana                  | John McPhee       | Romano Fenati     | Miguel Oliveira   | KTM                 |

### Clasificación de pilotos
Sistema de puntuación
Los puntos se reparten entre los quince primeros clasificados en acabar la carrera. 
Sistema de puntuación de 1993 hasta 2022:
| Posición | 1.º | 2.º | 3.º | 4.º | 5.º | 6.º | 7.º | 8.º | 9.º | 10.º | 11.º | 12.º | 13.º | 14.º | 15.º |
| Puntos   | 25  | 20  | 16  | 13  | 11  | 10  | 9   | 8   | 7   | 6    | 5    | 4    | 3    | 2    | 1    |

| Pos | Piloto                 | Moto      | QAT | AME | ARG | ESP | FRA | ITA | CAT | NED | GER | IND | CZE | GBR | RSM | ARA | JPN | AUS | MAL | VAL | Pts |
| --- | ---------------------- | --------- | --- | --- | --- | --- | --- | --- | --- | --- | --- | --- | --- | --- | --- | --- | --- | --- | --- | --- | --- |
| 1   | Danny Kent             | Honda     | 3   | 1   | 1   | 1   | 4   | 2   | 1   | 3   | 1   | 21  | 7   | 1   | 6   | Ret | 6   | Ret | 7   | 9   | 260 |
| 2   | Miguel Oliveira        | KTM       | 16  | Ret | 4   | 2   | 8   | 1   | 5   | 1   | DNS | 15  | 8   | 13  | 2   | 1   | 2   | 1   | 1   | 1   | 254 |
| 3   | Enea Bastianini        | Honda     | 2   | 4   | 9   | 9   | 2   | 5   | 2   | 6   | 3   | 6   | 2   | Ret | 1   | Ret | 7   | Ret | 8   | 5   | 207 |
| 4   | Romano Fenati          | KTM       | Ret | 8   | 8   | 6   | 1   | 3   | 8   | 5   | 4   | 4   | 6   | 12  | 4   | 3   | 28  | 6   | 5   | Ret | 176 |
| 5   | Niccolò Antonelli      | Honda     | 8   | 23  | Ret | Ret | 5   | 6   | 4   | 9   | 5   | 7   | 1   | 3   | 3   | 6   | 1   | 17  | 4   | Ret | 174 |
| 6   | Brad Binder            | KTM       | 10  | 5   | 5   | 3   | Ret | 10  | 9   | 7   | 7   | 8   | 3   | Ret | 5   | Ret | 17  | 3   | 2   | 4   | 159 |
| 7   | Jorge Navarro          | Honda     | 12  | Ret | Ret | 8   | Ret | 7   | 6   | 4   | 6   | 9   | 5   | Ret | DNS | 2   | 3   | 4   | 3   | 2   | 157 |
| 8   | Efrén Vázquez          | Honda     | 4   | 3   | 2   | 5   | Ret | Ret | 3   | Ret | 2   | Ret | 4   | 9   | Ret | 4   | 10  | 2   | Ret | Ret | 155 |
| 9   | Isaac Viñales          | Husqvarna | 6   | 9   | 3   | 11  | 7   | 8   | 7   | Ret | 18  |     |     |     |     |     |     |     |     |     | 115 |
| 9   | Isaac Viñales          | KTM       |     |     |     |     |     |     |     |     |     | 5   | Ret | Ret | 9   | Ret | 4   | 8   | 14  | 6   | 115 |
| 10  | Fabio Quartararo       | Honda     | 7   | 2   | 6   | 4   | Ret | Ret | 14  | 2   | Ret | 11  | Ret | 4   | DNS |     | DNS | DNS |     | Ret | 92  |
| 11  | John McPhee            | Honda     | 5   | 6   | 15  | 10  | 17  | 20  | Ret | 10  | 17  | 2   | 10  | 6   | 19  | 17  | 9   | Ret | 10  | 7   | 92  |
| 12  | Jakub Kornfeil         | KTM       | 17  | 11  | 14  | Ret | 6   | 16  | Ret | 20  | 14  | 22  | 9   | 2   | 17  | 14  | 12  | 5   | 6   | 3   | 89  |
| 13  | Alexis Masbou          | Honda     | 1   | 16  | Ret | 15  | Ret | 9   | 18  | Ret | 8   | 32  | Ret | 11  | 7   | 8   | Ret | 9   | 9   | 15  | 78  |
| 14  | Francesco Bagnaia      | Mahindra  | 9   | Ret | 11  | 7   | 3   | 4   | 20  | 11  | Ret | Ret | 12  | Ret | 8   | 11  | 15  | Ret | 17  | 13  | 76  |
| 15  | Philipp Öttl           | KTM       | 14  | 13  | 16  | Ret | 10  | 22  | 10  | 15  | 11  | 3   | 15  | 16  | 10  | 5   | 23  | 7   | 15  | 10  | 73  |
| 16  | Livio Loi              | Honda     | Ret | 25  | 12  | 13  | 13  | 14  | 19  | 13  | 16  | 1   | 18  | 5   | 12  | 15  | Ret | Ret | 19  | 20  | 56  |
| 17  | Jorge Martín           | Mahindra  | 15  | Ret | 22  | 14  | Ret | 17  | 11  | 18  | 12  | 10  | 11  | Ret | 15  | 7   | 11  | 15  | 12  | 14  | 45  |
| 18  | Karel Hanika           | KTM       | 13  | 10  | 7   | 22  | 20  | 28  | Ret | 8   | 13  | 12  | 26  | Ret | 21  | Ret | 8   | 14  | Ret | Ret | 43  |
| 19  | Andrea Migno           | KTM       | 24  | 12  | 17  | 21  | 9   | 15  | 28  | 12  | 21  | 20  | 13  | 15  | 13  | 9   | 20  | Ret | 24  | 11  | 35  |
| 20  | Andrea Locatelli       | Honda     | 11  | 7   | 23  | 16  | 16  | 13  | 12  | Ret | 9   | 13  | Ret | Ret | DNS | DNS | 14  | Ret | DNS |     | 33  |
| 21  | Hiroki Ono             | Honda     | Ret | Ret | 13  | Ret | 11  | 11  | Ret | 14  | Ret | 26  | Ret | 20  | 16  | 10  | Ret |     | Ret | 8   | 29  |
| 22  | Niklas Ajo             | KTM       | Ret | 14  | 10  | 17  | Ret | 12  | 13  | 17  | 10  | 30  | Ret |     |     |     |     |     |     |     | 21  |
| 23  | Zulfahmi Khairuddin    | KTM       | 28  | 20  | 20  | 26  | 14  | 26  | 24  | Ret | 19  | 25  | 22  | 14  | Ret | Ret | 5   | 12  | Ret | 17  | 19  |
| 24  | Juan Francisco Guevara | Mahindra  | 18  | Ret | Ret | 20  | 12  | Ret | 26  | Ret | DNS | 18  | 14  | 7   | Ret | 21  | 21  | Ret | 20  | Ret | 15  |
| 25  | Lorenzo Dalla Porta    | Husqvarna |     |     |     |     |     |     |     |     |     | 28  | 19  | 8   | 11  | 24  | 24  | Ret | 16  | 22  | 13  |
| 26  | Jules Danilo           | Honda     | 20  | Ret | Ret | 12  | Ret | Ret | 16  | 16  | 15  | 14  | 27  | Ret | Ret | 22  | 19  | Ret | 11  | 16  | 12  |
| 27  | Stefano Manzi          | Mahindra  |     | 24  | 18  | 19  | 15  | Ret | 27  | 22  | 22  | 19  | 24  | Ret | 14  | 12  | 18  | Ret | 13  | 19  | 10  |
| 28  | Tatsuki Suzuki         | Mahindra  | 23  | Ret | 27  | 23  | Ret | Ret | 22  | Ret | Ret | 23  | 20  | 10  | Ret | 16  | 13  | Ret | 21  | Ret | 9   |
| 29  | María Herrera          | Husqvarna | 22  | 17  | Ret | Ret | 19  | 21  | 15  | Ret | Ret | 24  | 23  | Ret | 24  | 13  | 26  | 11  | 18  | 21  | 9   |
| 30  | Remy Gardner           | Mahindra  | Ret | 18  | 19  | 25  | Ret | 23  | 25  | 26  | 23  | 17  | 17  | 17  | Ret | 19  | Ret | 10  | 22  | Ret | 6   |
| 31  | Nicolò Bulega          | KTM       |     |     |     |     |     |     |     |     |     |     |     |     |     |     |     |     |     | 12  | 4   |
| 32  | Manuel Pagliani        | Mahindra  |     |     |     |     |     |     |     |     |     |     |     |     |     | Ret | 22  | 13  | Ret | 25  | 3   |
| 33  | Matteo Ferrari         | Mahindra  | 21  | 15  | 21  | 18  | Ret | 24  | 21  | 24  | 25  | 29  | 21  | Ret | 23  |     |     |     |     |     | 1   |
|     | Alessandro Tonucci     | Mahindra  | 25  | 21  | 25  | Ret | Ret | 19  | 17  | 21  | 24  | 16  | 25  | Ret | 22  | 23  | Ret | 16  | DNS | Ret | 0   |
|     | Darryn Binder          | Mahindra  | 19  | Ret | 24  | 24  | Ret | 18  | Ret | 19  | 20  | 27  | 16  | Ret | 18  | Ret | 27  | Ret | Ret | 18  | 0   |
|     | Gabriel Rodrigo        | KTM       | 27  | 19  | 28  | Ret | Ret | Ret | Ret | 25  | 26  | 31  | Ret | Ret | 20  | 20  | 16  | Ret | 25  | DNS | 0   |
|     | Ana Carrasco           | KTM       |     | 22  | 26  | 27  | 18  | 25  | 23  | 23  | Ret |     |     | Ret | 25  | 27  | 29  | 18  | 23  | 24  | 0   |
|     | Sena Yamada            | Honda     |     |     |     |     |     |     |     |     |     |     |     |     |     | 18  |     |     |     |     | 0   |
|     | Luke Hedger            | Kalex KTM |     |     |     |     |     |     |     |     |     |     |     | 18  |     |     |     |     |     |     | 0   |
|     | Olly Simpson           | KTM       |     |     |     |     |     |     |     |     |     |     |     |     |     |     |     | 19  |     |     | 0   |
|     | Taz Taylor             | KTM       |     |     |     |     |     |     |     |     |     |     |     | 19  |     |     |     |     |     |     | 0   |
|     | Fabio Di Giannantonio  | Honda     |     |     |     |     |     |     |     |     |     |     |     |     |     |     |     |     |     | 23  | 0   |
|     | Keisuke Kurihara       | Honda     |     |     |     |     |     |     |     |     |     |     |     |     |     |     | 25  |     |     |     | 0   |
|     | Khairul Idham Pawi     | Honda     |     |     |     |     |     |     |     |     |     |     |     |     |     | 25  |     |     |     |     | 0   |
|     | Marco Bezzecchi        | Mahindra  | 26  |     |     |     |     | Ret |     |     |     |     |     |     |     |     |     |     |     |     | 0   |
|     | Davide Pizzoli         | Husqvarna |     |     |     |     |     |     |     |     |     |     |     |     |     | 26  |     |     |     |     | 0   |
|     | Adrián Gyutai          | TVR       |     |     |     |     |     |     |     |     |     |     |     |     | 26  |     |     |     |     |     | 0   |
|     | Jonas Geitner          | KTM       |     |     |     |     |     |     |     |     | 27  |     |     |     |     |     |     |     |     |     | 0   |
|     | Jorel Boerboom         | Kalex KTM |     |     |     |     |     |     |     | 27  |     |     |     |     |     |     |     |     |     |     | 0   |
|     | Anthony Groppi         | FTR Honda |     |     |     |     |     | 27  |     |     |     |     |     |     |     |     |     |     |     |     | 0   |
|     | Kevin Hanus            | Honda     |     |     |     |     |     |     |     | 28  |     |     | Ret |     |     |     |     |     |     |     | 0   |
|     | Loris Cresson          | KTM       | 29  |     |     |     |     |     |     |     |     |     |     |     |     |     |     |     |     |     | 0   |
|     | Maximilian Kappler     | FTR Honda |     |     |     |     |     |     |     |     | Ret |     | Ret |     |     |     |     |     |     |     | 0   |
|     | Matt Barton            | FTR       |     |     |     |     |     |     |     |     |     |     |     |     |     |     |     | Ret |     |     | 0   |
|     | Joan Mir               | Honda     |     |     |     |     |     |     |     |     |     |     |     |     |     |     |     | Ret |     |     | 0   |
|     | Ryo Mizuno             | Honda     |     |     |     |     |     |     |     |     |     |     |     |     |     |     | Ret |     |     |     | 0   |
| Pos | Piloto                 | Moto      | QAT | AME | ARG | ESP | FRA | ITA | CAT | NED | GER | IND | CZE | GBR | RSM | ARA | JPN | AUS | MAL | VAL | Pts |

| Color     | Resultado                                                               |
| --------- | ----------------------------------------------------------------------- |
| Oro       | Ganador                                                                 |
| Plata     | 2.ª plaza                                                               |
| Bronce    | 3.ª plaza                                                               |
| Verde     | Finalizó en los puntos                                                  |
| Azul      | Finalizó sin puntos                                                     |
| Azul      | NC - No clasificado                                                     |
| Violeta   | Ret - No terminó (Carrera)                                              |
| Rojo      | DNQ - No se clasificó                                                   |
| Negro     | DSQ - Descalificado                                                     |
| Blanco    | DNS - No empezó (carrera)                                               |
| Blanco    | WD - Retirado (fin de semana)                                           |
| Blanco    | C - Carrera cancelada                                                   |
| Sin color | DNP - Inscrito pero no participó                                        |
| Sin color | INJ - Lesionado                                                         |
| Sin color | EX - Excluido                                                           |
| Estado    | Resultado                                                               |
| Negrita   | Pole position                                                           |
| Cursiva   | Vuelta rápida                                                           |
| †         | Abandona, pero clasifica al completar el porcentaje requerido para ello |

### Clasificación constructores
| Pos | Constructor | QAT | AME | ARG | ESP | FRA | ITA | CAT | NED | GER | IND | CZE | GBR | RSM | ARA | JPN | AUS | MAL | VAL | Pts |
| --- | ----------- | --- | --- | --- | --- | --- | --- | --- | --- | --- | --- | --- | --- | --- | --- | --- | --- | --- | --- | --- |
| 1   | Honda       | 1   | 1   | 1   | 1   | 2   | 2   | 1   | 2   | 1   | 1   | 1   | 1   | 1   | 2   | 1   | 2   | 3   | 2   | 411 |
| 2   | KTM         | 10  | 5   | 4   | 2   | 1   | 1   | 5   | 1   | 4   | 3   | 3   | 2   | 2   | 1   | 2   | 1   | 1   | 1   | 341 |
| 3   | Mahindra    | 9   | 15  | 11  | 7   | 3   | 4   | 11  | 11  | 12  | 10  | 11  | 7   | 8   | 7   | 11  | 10  | 12  | 13  | 120 |
| 4   | Husqvarna   | 6   | 9   | 3   | 11  | 7   | 8   | 7   | Ret | 18  | 24  | 19  | 8   | 11  | 13  | 24  | 11  | 16  | 21  | 85  |
|     | Kalex KTM   |     |     |     |     |     |     |     | 27  |     |     |     | 18  |     |     |     |     |     |     | 0   |
|     | TVR         |     |     |     |     |     |     |     |     |     |     |     |     | 26  |     |     |     |     |     | 0   |
|     | FTR Honda   |     |     |     |     |     | 27  |     |     | Ret |     | Ret |     |     |     |     |     |     |     | 0   |
|     | FTR         |     |     |     |     |     |     |     |     |     |     |     |     |     |     |     | Ret |     |     | 0   |
| Pos | Constructor | QAT | AME | ARG | ESP | FRA | ITA | CAT | NED | GER | IND | CZE | GBR | RSM | ARA | JPN | AUS | MAL | VAL | Pts |